# Moehringia pendula
Moehringia pendula là loài thực vật có hoa thuộc họ Cẩm chướng. Loài này được (Waldst. & Kit.) Fenzl mô tả khoa học đầu tiên năm 1833.